# تاریخ یهودیان در بلغارستان
حضور یهود در بلغارستان به سده دوم میلادی بازمی‌گردد. با وجود نقش پیوسته این اقلیت در تاریخ یهود، امروزه یهودیان این کشور اقلیتی کوچک را تشکیل می‌دهند و بیشتر یهودیان بلغاری به اسرائیل مهاجرت کرده‌اند. 

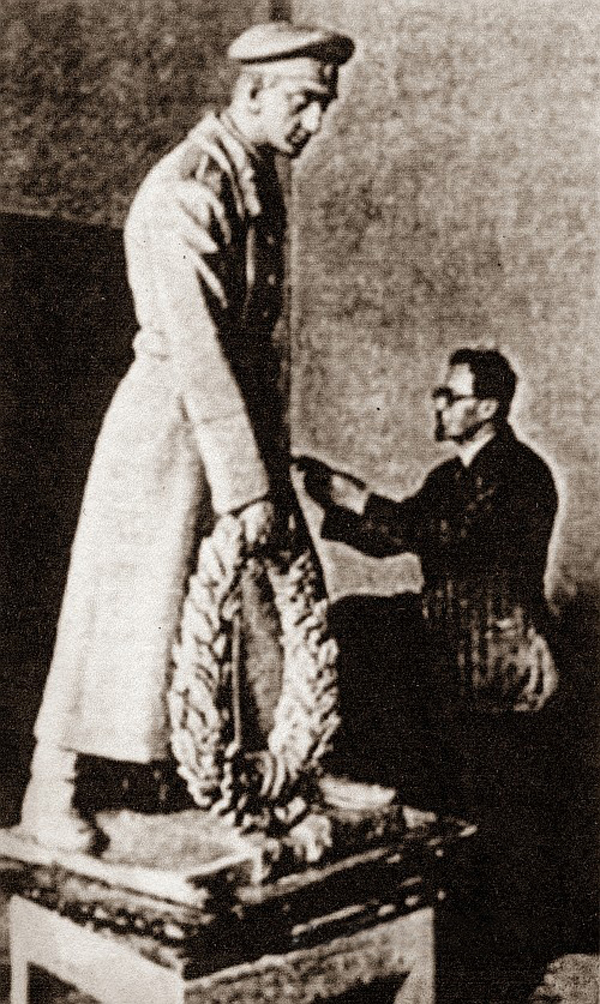
تصویر مجسمه یادبود سربازان یهودی بلغاری حاضر در جنگ بالکان

## پیشینه
به نظر می‌رسد از زمان رومیان یهودیان در حدود کنونی بلغارستان مستقر شده‌باشند. در کاوش‌های باستان‌شناختی کنیسه‌هایی مربوط به سدهٔ دوم میلادی از دل خاک بیرون آورده شده‌اند. سپس در سدهٔ هفتم میلادی و برپایی امپراتوری نخست بلغارستان شماری از یهودیان که در امپراتوری روم شرقی زیر آزار بودند به این سرزمین پناه آوردند. 
تا سدهٔ چهاردهم میلادی یهودیان بلغارستان از یهودیان رومانیوت بودند، ولی از این زمان مهاجرت اشکنازی‌ها از مجارستان و دیگر سرزمین‌های اروپا آغاز شد. از اواخر سدهٔ چهاردهم بلغارستان تحت انقیاد امپراتوری عثمانی درآمد. از سدهٔ پانزدهم پاره‌ای از سفاردی‌های رانده‌شده از اسپانیا هم به بلغارستان آمدند. بدین‌سان جمعیت یهودیان بلغارستان به سه بخش تقسیم می‌شد تا اینکه در میانهٔ سدهٔ هفدهم میلادی برای هر سه گروه به صورت واحد یک ربی تعیین شد. 
پس از پیمان برلین (۱۸۷۸) و تشکیل بلغارستان مدرن، یهودیان این کشور از حقوق مساوی با دیگر بلغارها بهره‌مند شدند. زبان‌های مورد استفاده یهودیان بلغارستان در دوره معاصر لادینو و بلغاری بود.

## یهودیان بلغاری سرشناس
- الیاس کانتی برنده جایزه نوبل ادبیات
- ایتسخاک فینتسی هنرپیشه
- ساموئل فینتسی هنرپیشه
- جیکوب ال. مورنو بنیادگذار سایکودراما